# Hôtel Véron
El hôtel de Véron, también llamado château d'Auteuil, hôtel Puscher u hôtel de Pérignon, es un hôtel particulier ubicado en el número 16 de la rue d'Auteuil de París.

## Historia

### Antiguo régimen
Alrededor de 1600 en esta zona se hallaba en elpueblo de Auteuil el "Clos del Buc",   una "casa con la imagen de San Cristóbal" que primero perteneció al Sr. Broë de la Guette, luego al perchero del rey Luis XIII Groult de Beaufort, luego, a partir de 1690, a Joseph de Puscher, o de Bruchères, y finalmente, a partir de 1714, a Marie Véron .
De 3800 m², fue vendida a esta viuda de un rico comerciante, quien luego la legó a su hijo, Louis-Henri Véron, un burgués parisino que se convirtió en secretario del rey. Alrededor de 1756, se reemplazó la residencia original con una mansión neoclásica.
Antoine Chardon, un granjero general rico, compró la propiedad en 1777. Sus iniciales entrelazadas aún son visibles en el ático de la fachada, en el lado del jardín, que probablemente mandó reconstruir.

### Revolución ysigloXIX
No sufrió daños durante la Revolución Francesa y en 1800, fue alquilado a Pierre Pérignon, que tenía allí un salón. Dos grabados de Berthault (dibujo de Bourgeois) representan una fiesta que se dio allí el 27 de agosto de 1800. Las pinturas de Hubert Robert que decoraban la gran sala de estar con paisajes antiguos se conservan ahora en el Museo de Artes Decorativas. La variopinta sociedad del nuevo régimen frecuentaba este hotel.
Durante la época de Pérignon, Caroline Dufaÿs, una huérfana, residía allí. En 1819, a los 26 años, se casa con Joseph-François Baudelaire, 34 años mayor que ella. ; ellos son los padres del famoso poeta  .

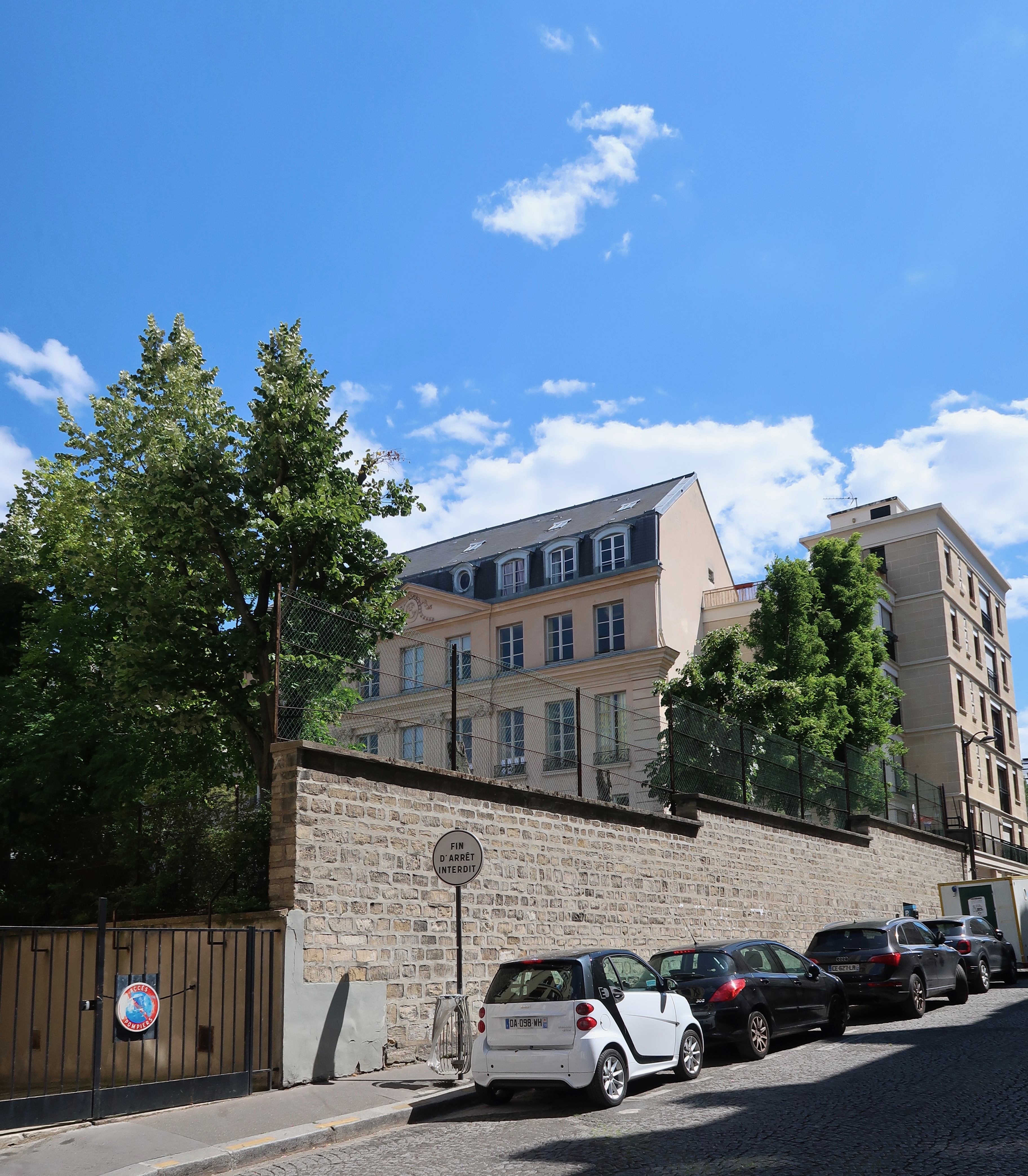
Fachada del lado del jardín vista desde la rue des Perchamps.

En 1852, fue adquirido por Pierre Chardon, descendiente del mencionado granjero general, casado con Pauline Lagache, quien en 1857 fundó una residencia de ancianos en Auteuil, en el n .17 de la actual rue Chardon-Lagache. Entre 1867 y 1871, el actor Samson fue inquilino allí. Originalmente, la propiedad se extendía hasta la actual avenida Théophile-Gautier y la rue George-Sand e incluía "huertas, invernaderos, estanque, cascada y un sauce llorón" señalo el historiador de París Jacques Hillairet. Los restos de la antigua iglesia de Auteuil también se almacenaron allí durante un tiempo. Después de la muerte de Chardon-Lagache en 1879 y luego de su hijo en 1893, fue vendido al Marqués de Casa-Riera, quien aisló el parque por dos nuevas calles, rue Leconte-de-Lisle y rue Mignet. El edificio en sí se convirtió en el internado de las jóvenes de las Demoiselles Bourret.

### Siglo 20
La familia Casa-Riera lo mantuvo hasta 1957, y luego lo dejó a la asociación parroquial de los Foyers d'Auteuil. Albergo la escuela Saint-Jean-de-Passy (pequeñas secciones) y el centro parroquial de Notre-Dame-d'Auteuil.
A principios de la década de 1960, el parque arbolado se amputó aún más para permitir la construcción de un edificio que bordeaba la vecina rue des Perchamps, mientras que el césped restante se alquitranó. Una década más tarde, un proyecto previo la demolición del cuerpo de vanguardia de la mansión privada que da a la rue d'Auteuil para dar paso a un edificio, que no se construyó.
Fue registrado parcialmente como monumento histórico en 1980. La fachada tiene "cuatro altas pilastras estriadas de orden colosal, guirnaldas debajo de los balcones, un ático con frontón triangular". En el lado de la rue d'Auteuil, la puerta de entrada es « enmarcado por dos pabellones conectados por una terraza y cerrando el patio ; la fachada Luis XV, que está pegada a la pared izquierda, fue traída piedra a piedra de la región de Nancy describe Jacques « . Una fotografía del hotel en el lado del jardín alrededor de 1900 se reprodujo en su Diccionario histórico de las calles de París.